# Phymatodes magnanii
Phymatodes magnanii is een keversoort uit de familie van de boktorren (Cerambycidae). De wetenschappelijke naam van de soort werd voor het eerst geldig gepubliceerd in 1999 door Sama & Rapuzzi.